# KRS-One

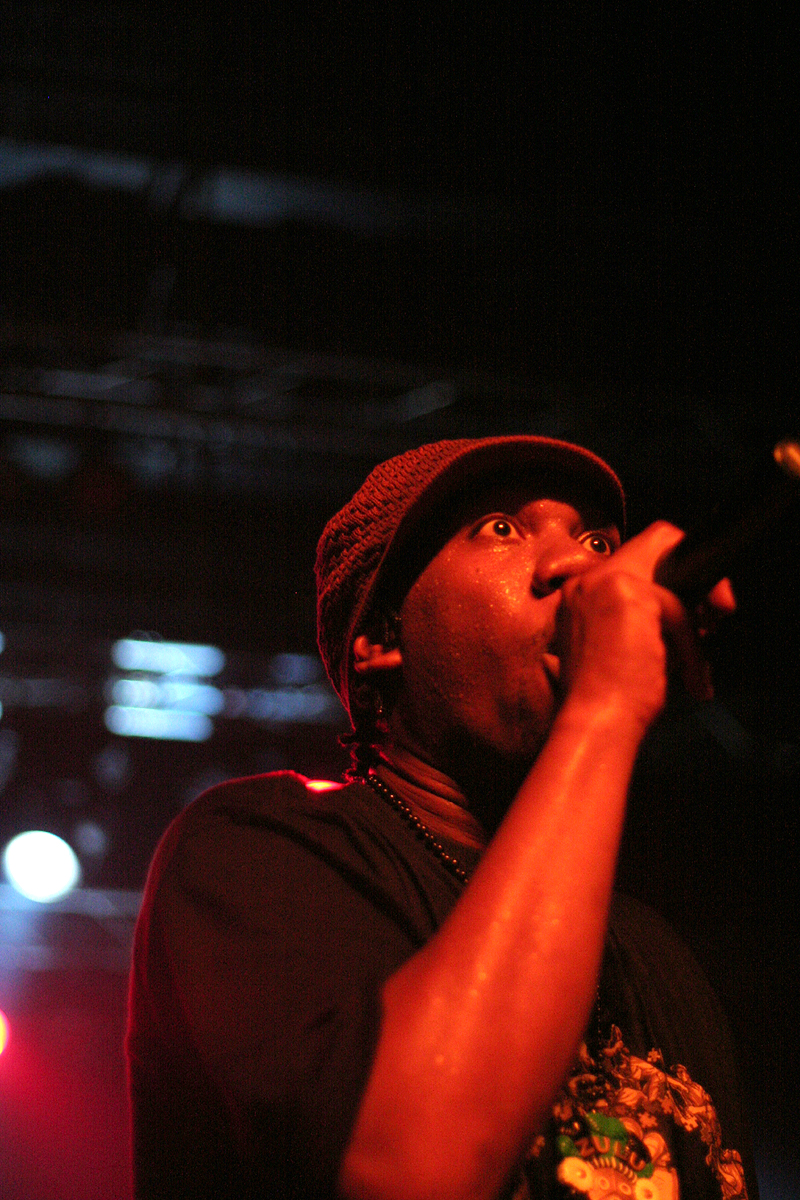

KRS-One (справжнє ім'я: Лоуренс Ентоні Паркер англ. Lawrence Anthony Parker; нар. 20 серпня 1965 Бронкс, Нью-Йорк, США) — американський репер. За усю свою кар'єру він також був відомий під такими псевдонімами як «Kris Parker», «The Blastmaster», та «The Teacha». Krs — One є видатною фігурою в хіп-хопі, і багато хто з критиків називає його найвеличнішим хіп-хоп виконавцем.

## Життя та кар'єра

### Раннє життя
Паркер ріс у південному Бронксі — одного з районів Нью-Йорка, з батьками, які мали африканське та ямайське походження. У підліткові роки він часто супроводжував Хейра Кріснаса, який називав себе «Krisna», від чого і пішло Kris. Слово «Krs-one» Паркер використав для свого тегу в графіті, скорочено від «Kris number One». Після цього він почав використовувати цей псевдонім на сцені, який носив розшифровку: «Knowledge Reigns Supreme Over Nearly Everyone.»

### Boogie Down Productions
Крс Уан розпочав свою кар'єру з групою Boogie Down Productions на чолі з DJ Scott La Rock. Вони зустрілися в бронкському Приюті Франкліна. La Rock (справжнє ім'я Скот Стерлінг) працював там соціальним робітником. Дует почав створювати музику. Після того як вони були ігноровані на радіо діджеями Mr. Magic та Marley Marl, KRS-One почав діссити їх (засміювати у своїх піснях та фрістайлах), згодом ця війна переросла у так звану Війну Мостів (The Bridge Wars). Також Паркер не згодився з текстом пісні «Bridge» продюсером якої й був Марлі Марл а автором MC Shan, в якій йшла мова про те що хіп-хоп зародився в Queensbridge і написав на неї відподь піснею «South Bronx». Боротьба продовжувалася, наступним раундом якої була відповідь MC Shan «Kill That Noise» і піснею «The Bridge Is Over» від Boogie Down Productions. KRS-One почав демонструвати свою нову прозивку «Blastmaster» яка далася йому за перемогу в баттлі з MC Shan. У 1987 році виходить альбом, який став класикою, початком золотої хіп хоп ери — Criminal Minded.
У 1988—1989 роках Паркер створив рух проти насилля в піснях, який називався — Stop the Violence Movement. Цей рух був створений після того, як на концерті KRS-One та Public Enemy був вбитий підліток, під час бійки серед слухачів. У 1989 році KRS-One записав сингл на цю тему у якому взяли участь такі виконавці як: Boogie Down Productions (KRS-One, D-Nice & Ms. Melodie), Stetsasonic (Delite, Daddy-O, Wise & Fruitkwan), Kool Moe Dee, MC Lyte, Doug E. Fresh, Just-Ice, Heavy D, Public Enemy (Chuck D & Flavor Flav).

### Сольна кар'єра
Свою соло кар'єру репер розпочав у 1993 році, саме в цей час був випущений його перший сольний альбом під назвою — «Return of the Boom Bap». Паркер працював разом з такими продюсерами як DJ Premier (Primo, діджей гурту Gangstarr), Kid Capri та Showbiz, який пізніше продюсував хардкор реп пісню «Sound of da Police». Наступний альбом був випущений у 1995 році з назвою «Krs-one». Його підтримали такі зірки андерграунду та мейнстриму 90х, як: Mad Lion, Busta Rhymes, Das EFX та Fat Joe.
У 1997 році Кріс випускає альбом I Got Next, головним синглом до якого був «Step into a World (Rapture's Delight)», який вмістив в себе семпл з панк New Wave групи Blondie.
В ’99 з'являється нове творіння Ентоні Паркера — Maximum Strength. Протягом 2000 — 2007 років реппер випустив 8 альбомів: The Sneak Attack (2001), Spiritual Minded (2002),
The Mix Tape (2002), Kristyles (2003), D.I.G.I.T.A.L. (2003), Keep Right (2004), Life (2006)
Hip Hop Lives (2007) з Марлі Марлом.

## 9/11
KRS-One у 2004 році сказав фразу, яка шокувала багатьох видавництв Нью — Йорка, про подію яка сталася в вересні 2001 року — «Ми аплодували, коли відбувся 9\11». Багато хто цю фразу не так зрозумів, але вона несла глибокий філософський характер. «Якщо Усама Бен Ладен коли-небудь придбає реп альбом, то це буде мій альбом». Можливо що з цими цитатами пов'язаний президент Джордж Буш, який в піснях багатьох реперів завжди згадувався негативно.
У 2007 році 6 липня сталася трагедія — син Лоуренса Ентоні Паркера вчинив самогубство з невідомих причин. Йому було 23 роки.

## Дискографія
- Return of the Boom Bap (1993)
- KRS-One (1995)
- I Got Next (1997)
- The Sneak Attack (2001)
- piritual Minded (2002)
- The Mix Tape (2002)
- Kristyles (2003)
- D.I.G.I.T.A.L. (2003)
- Keep Right (2004)
- Life (2006)
- Hip Hop Lives (2007) з Marley Marl
- Survival Skills (2009) з Buckshot

### Пишуться
- The Teacha & The Student (2010) з P-Doe
- Royalty Check (невідомо) Freddie Foxxx
- невідомо (невідомо) з	Just Ice
- Meta Historical (2010) з True Master

## Фільмографія
- I'm Gonna Git You Sucka (1988),
- Who's the Man? (1993), в ролі Рашида
- SUBWAYstories: Tales from the Underground (1997), в ролі Вендора
- Rhyme & Reason (1997), в ролі самого себе
- Boriqua's Bond (2000) в ролі самого себе
- The Freshest Kids (2002), в ролі самого себе
- 2Pac 4 Ever (2003), в ролі самого себе
- Beef (2003), в ролі самого себе
- Hip-Hop Babylon 2 (2003), в ролі самого себе
- Soundz of Spirit (2003) в ролі самого себе
- 5 Sides of a Coin (2003), в ролі самого себе
- War on Wax: Rivalries In Hip-Hop (2004), в ролі самого себе
- The MC: Why We Do It (2004), в ролі самого себе
- Beef II (2004), в ролі самого себе
- And You Don't Stop: 30 Years of Hip-Hop (2004), в ролі самого себе
- Hip-Hop Honors (2004), в ролі самого себе
- Keep Right DVD (2004), в ролі самого себе
- Zoom Prout Prout (2005), в ролі самого себе
- A Letter to the President (2006), в ролі самого себе